# Золотой глобус (премия, 2001)
58-я церемония вручения наград премии «Золотой глобус»

21 января 2001
Лучший фильм (драма): 

«Гладиатор»
Лучший фильм (комедия или мюзикл): 

«Почти знаменит»
Лучший драматический сериал: 

«Западное крыло»
Лучший сериал (комедия или мюзикл): 

«Секс в большом городе»
Лучший мини-сериал или фильм на ТВ: 

«Грязные снимки»
< 57-я Церемонии вручения 59-я >
58-я церемония вручения наград премии «Золотой глобус» за заслуги в области кинематографа за 2000 год.

## Победители и номинанты

### Игровое кино
| Победители выделены отдельным цветом. |

Здесь приведён полный список номинантов.
| Категории                                | Фотографии лауреатов                                                       | Победители и номинанты                                                         |
| ---------------------------------------- | -------------------------------------------------------------------------- | ------------------------------------------------------------------------------ |
| Лучший фильм (драма)                     |                                                                            | • «Гладиатор»                                                                  |
| Лучший фильм (драма)                     | • «Эрин Брокович»                                                          |                                                                                |
| Лучший фильм (драма)                     | • «Вкус солнечного света»                                                  |                                                                                |
| Лучший фильм (драма)                     | • «Траффик»                                                                |                                                                                |
| Лучший фильм (драма)                     | • «Вундеркинды»                                                            |                                                                                |
| Лучший фильм (драма)                     | • «Билли Эллиот»                                                           |                                                                                |
| Лучший фильм (комедия или мюзикл)        |                                                                            | • «Почти знаменит»                                                             |
| Лучший фильм (комедия или мюзикл)        | • «Победители шоу»                                                         |                                                                                |
| Лучший фильм (комедия или мюзикл)        | • «Побег из курятника»                                                     |                                                                                |
| Лучший фильм (комедия или мюзикл)        | • «Шоколад»                                                                |                                                                                |
| Лучший фильм (комедия или мюзикл)        | • «О, где же ты, брат?»                                                    |                                                                                |
| Лучший режиссёр                          |                                                                            | • Энг Ли — «Крадущийся тигр, затаившийся дракон»                               |
| Лучший режиссёр                          | • Стивен Содерберг — «Эрин Брокович»                                       |                                                                                |
| Лучший режиссёр                          | • Стивен Содерберг — «Траффик»                                             |                                                                                |
| Лучший режиссёр                          | • Ридли Скотт — «Гладиатор»                                                |                                                                                |
| Лучший режиссёр                          | • Иштван Сабо — «Вкус солнечного света»                                    |                                                                                |
| Лучшая мужская роль (драма)              |                                                                            | • Том Хэнкс — «Изгой» за роль Чака Ноланда                                     |
| Лучшая мужская роль (драма)              | • Хавьер Бардем — «Пока не наступит ночь» за роль Рейнальдо Аренаса        |                                                                                |
| Лучшая мужская роль (драма)              | • Рассел Кроу — «Гладиатор» за роль Максимуса                              |                                                                                |
| Лучшая мужская роль (драма)              | • Джеффри Раш — «Перо маркиза де Сада» за роль маркиза де Сада             |                                                                                |
| Лучшая мужская роль (драма)              | • Майкл Дуглас — «Вундеркинды» за роль профессора Грэди Трипа              |                                                                                |
| Лучшая женская роль (драма)              |                                                                            | • Джулия Робертс — «Эрин Брокович» за роль Эрин Брокович                       |
| Лучшая женская роль (драма)              | • Эллен Бёрстин — «Реквием по мечте» за роль Сары Голдфарб                 |                                                                                |
| Лучшая женская роль (драма)              | • Джоан Аллен — «Претендент» за роль сенатора Лэйн Хенсон                  |                                                                                |
| Лучшая женская роль (драма)              | • Бьорк — «Танцующая в темноте» за роль Сельмы                             |                                                                                |
| Лучшая женская роль (драма)              | • Лора Линни — «Можешь рассчитывать на меня» за роль Саманты Прескотт      |                                                                                |
| Лучшая мужская роль (комедия или мюзикл) |                                                                            | • Джордж Клуни — «О, где же ты, брат?» за роль Улисса Эверетта Макгилла        |
| Лучшая мужская роль (комедия или мюзикл) | • Джим Керри — «Гринч — похититель Рождества» за роль Гринча               |                                                                                |
| Лучшая мужская роль (комедия или мюзикл) | • Джон Кьюсак — «Фанатик» за роль Роба Гордона                             |                                                                                |
| Лучшая мужская роль (комедия или мюзикл) | • Роберт Де Ниро — «Знакомство с родителями» за роль Джека Бирнса          |                                                                                |
| Лучшая мужская роль (комедия или мюзикл) | • Мэл Гибсон — «Чего хотят женщины» за роль Ника Маршалла                  |                                                                                |
| Лучшая женская роль (комедия или мюзикл) |                                                                            | • Рене Зеллвегер — «Сестричка Бетти» за роль Бетти Сайзмор                     |
| Лучшая женская роль (комедия или мюзикл) | • Жюльет Бинош — «Шоколад» за роль Виенн Роше                              |                                                                                |
| Лучшая женская роль (комедия или мюзикл) | • Бренда Блетин — «Спасите Грейс» за роль Грейс Треветин                   |                                                                                |
| Лучшая женская роль (комедия или мюзикл) | • Сандра Буллок — «Мисс Конгениальность» за роль Грейси Харт               |                                                                                |
| Лучшая женская роль (комедия или мюзикл) | • Трейси Ульман — «Мелкие мошенники» за роль Френчи                        |                                                                                |
| Лучшая мужская роль второго плана        |                                                                            | • Бенисио Дель Торо — «Траффик» за роль Хавьера Родригеса                      |
| Лучшая мужская роль второго плана        | • Джефф Бриджес — «Претендент» за роль Джексона Эванса                     |                                                                                |
| Лучшая мужская роль второго плана        | • Хоакин Феникс — «Гладиатор» за роль Коммода                              |                                                                                |
| Лучшая мужская роль второго плана        | • Уиллем Дефо — «Тень вампира» за роль Макса Шрека                         |                                                                                |
| Лучшая мужская роль второго плана        | • Альберт Финни — «Эрин Брокович» за роль Эдварда Мэзри                    |                                                                                |
| Лучшая женская роль второго плана        |                                                                            | • Кейт Хадсон — «Почти знаменит» за роль Пенни Лэйн                            |
| Лучшая женская роль второго плана        | • Джуди Денч — «Шоколад» за роль Арманды Вуазен                            |                                                                                |
| Лучшая женская роль второго плана        | • Кэтрин Зета-Джонс — «Траффик» за роль Хелены Аяла                        |                                                                                |
| Лучшая женская роль второго плана        | • Фрэнсис Макдорманд — «Почти знаменит» за роль Элейн Миллер               |                                                                                |
| Лучшая женская роль второго плана        | • Джули Уолтерс — «Билли Эллиот» за роль миссис Джорджии Уилкинсон         |                                                                                |
| Лучший сценарий                          |                                                                            | • Стивен Гейган — «Траффик» по мотивам британского телесериала «Путь героина»  |
| Лучший сценарий                          | • Кэмерон Кроу — «Почти знаменит» оригинальный сценарий                    |                                                                                |
| Лучший сценарий                          | • Стив Кловис — «Вундеркинды» по одноимённому роману Майкла Шейбона        |                                                                                |
| Лучший сценарий                          | • Даг Райт — «Перо маркиза де Сада» по пьесе автора «Quills»               |                                                                                |
| Лучший сценарий                          | • Кеннет Лонерган — «Можешь рассчитывать на меня» оригинальный сценарий    |                                                                                |
| Лучшая музыка к фильму                   |                                                                            | • Лиза Джеррард и Ханс Циммер — «Гладиатор»                                    |
| Лучшая музыка к фильму                   | • Эннио Морриконе — «Малена»                                               |                                                                                |
| Лучшая музыка к фильму                   | • Рэйчел Портман — «Шоколад»                                               |                                                                                |
| Лучшая музыка к фильму                   | • Морис Жарр — «Вкус солнечного света»                                     |                                                                                |
| Лучшая музыка к фильму                   | • Тань Дунь — «Крадущийся тигр, затаившийся дракон»                        |                                                                                |
| Лучшая музыка к фильму                   | • Ларри Пэкстон, Марти Стюарт и Кристин Уилкинсон — «Неукротимые сердца»   |                                                                                |
| Лучшая песня                             |                                                                            | • « Things Have Changed» — «Вундеркинды» (исполнитель Боб Дилан)               |
| Лучшая песня                             | • « I’ve Seen It All» — «Танцующая в темноте» (исполнитель Бьорк)          |                                                                                |
| Лучшая песня                             | • «My Funny Friend and Me» — «Похождения императора» (исполнитель Стинг)   |                                                                                |
| Лучшая песня                             | • «When You Come Back to Me Again» — «Радиоволна» (исполнитель Гарт Брукс) |                                                                                |
| Лучшая песня                             | • «One in a Million» — «Мисс Конгениальность» (исполнитель Боссон)         |                                                                                |
| Лучший фильм на иностранном языке        |                                                                            | • «Крадущийся тигр, затаившийся дракон» (режиссёр Энг Ли, страна — Китай, США) |
| Лучший фильм на иностранном языке        | • «Сука любовь» (режиссёр Алехандро Гонсалес Иньярриту, страна — Мексика)  |                                                                                |
| Лучший фильм на иностранном языке        | • «Малена» (режиссёр Джузеппе Торнаторе, страна — Италия)                  |                                                                                |
| Лучший фильм на иностранном языке        | • «Сто шагов» (режиссёр Марко Туллио Джиордана, страна — Италия)           |                                                                                |
| Лучший фильм на иностранном языке        | • «Вдова с острова Сен-Пьер» (режиссёр Патрис Леконт, страна — Франция)    |                                                                                |

### Телевизионные фильмы и сериалы
| Победители выделены отдельным цветом. |

| Категории                                                                 | Фотографии лауреатов                                                                               | Победители и номинанты                                                          |
| ------------------------------------------------------------------------- | -------------------------------------------------------------------------------------------------- | ------------------------------------------------------------------------------- |
| Лучший телевизионный сериал (драма)                                       | | • «Западное крыло»                                                              |
| Лучший телевизионный сериал (драма)                                       | • «C.S.I.: Место преступления»                                                                     |                                                                                 |
| Лучший телевизионный сериал (драма)                                       | • «Скорая помощь»                                                                                  |                                                                                 |
| Лучший телевизионный сериал (драма)                                       | • «Практика»                                                                                       |                                                                                 |
| Лучший телевизионный сериал (драма)                                       | • «Клан Сопрано»                                                                                   |                                                                                 |
| Лучший телевизионный сериал (комедия или мюзикл)                          | | • «Секс в большом городе»                                                       |
| Лучший телевизионный сериал (комедия или мюзикл)                          | • «Элли Макбил»                                                                                    |                                                                                 |
| Лучший телевизионный сериал (комедия или мюзикл)                          | • «Фрейзер»                                                                                        |                                                                                 |
| Лучший телевизионный сериал (комедия или мюзикл)                          | • «Малкольм в центре внимания»                                                                     |                                                                                 |
| Лучший телевизионный сериал (комедия или мюзикл)                          | • «Уилл и Грейс»                                                                                   |                                                                                 |
| Лучшая мужская роль в телевизионном сериале (драма)                       | | • Мартин Шин — «Западное крыло» за роль президента США Джосайи «Джеда» Бартлета |
| Лучшая мужская роль в телевизионном сериале (драма)                       | • Роб Лоу — «Западное крыло» за роль Сэма Сиборна                                                  |                                                                                 |
| Лучшая мужская роль в телевизионном сериале (драма)                       | • Андре Брауэр — «Скрещивание Гидеона» за роль доктора Бена Гидеона                                |                                                                                 |
| Лучшая мужская роль в телевизионном сериале (драма)                       | • Джеймс Гандольфини — «Клан Сопрано» за роль Тони Сопрано                                         |                                                                                 |
| Лучшая мужская роль в телевизионном сериале (драма)                       | • Дилан Макдермотт — «Практика» за роль Бобби Доннела                                              |                                                                                 |
| Лучшая женская роль в телевизионном сериале (драма)                       | | • Сила Уорд — «Опять и снова» за роль Лили Мэннинг                              |
| Лучшая женская роль в телевизионном сериале (драма)                       | • Эди Фалко — «Клан Сопрано» за роль Кармелы Сопрано                                               |                                                                                 |
| Лучшая женская роль в телевизионном сериале (драма)                       | • Лоррейн Бракко — «Клан Сопрано» за роль Дженнифер Мелфи                                          |                                                                                 |
| Лучшая женская роль в телевизионном сериале (драма)                       | • Джессика Альба — «Тёмный ангел» за роль Макс Гевара                                              |                                                                                 |
| Лучшая женская роль в телевизионном сериале (драма)                       | • Эми Бреннеман — «Справедливая Эми» за роль Эми Грей                                              |                                                                                 |
| Лучшая женская роль в телевизионном сериале (драма)                       | • Сара Мишель Геллар — «Баффи — истребительница вампиров» за роль Баффи Саммерс                    |                                                                                 |
| Лучшая мужская роль в телевизионном сериале (комедия или мюзикл)          | | • Келси Грэммер — «Фрейзер» за роль Фрейзера Крэйна                             |
| Лучшая мужская роль в телевизионном сериале (комедия или мюзикл)          | • Тед Дэнсон — «Беккер» за роль доктора Джона Беккера                                              |                                                                                 |
| Лучшая мужская роль в телевизионном сериале (комедия или мюзикл)          | • Рэй Романо — «Все любят Рэймонда» за роль Рэймонда Бэрона                                        |                                                                                 |
| Лучшая мужская роль в телевизионном сериале (комедия или мюзикл)          | • Фрэнки Муниз — «Малкольм в центре внимания» за роль Малкольма                                    |                                                                                 |
| Лучшая мужская роль в телевизионном сериале (комедия или мюзикл)          | • Эрик Маккормак — «Уилл и Грейс» за роль Уилла Трумана                                            |                                                                                 |
| Лучшая женская роль в телевизионном сериале (комедия или мюзикл)          | | • Сара Джессика Паркер — «Секс в большом городе» за роль Кэрри Брэдшоу          |
| Лучшая женская роль в телевизионном сериале (комедия или мюзикл)          | • Дебра Мессинг — «Уилл и Грейс» за роль Грейс Адлер                                               |                                                                                 |
| Лучшая женская роль в телевизионном сериале (комедия или мюзикл)          | • Бетт Мидлер — «Бетт» за роль Бетт                                                                |                                                                                 |
| Лучшая женская роль в телевизионном сериале (комедия или мюзикл)          | • Калиста Флокхарт — «Элли Макбил» за роль Элли Макбил                                             |                                                                                 |
| Лучшая женская роль в телевизионном сериале (комедия или мюзикл)          | • Джейн Качмарек — «Малкольм в центре внимания» за роль Лоис                                       |                                                                                 |
| Лучший мини-сериал или телефильм                                          | | • «Грязные снимки»                                                              |
| Лучший мини-сериал или телефильм                                          | • «Взрыв»                                                                                          |                                                                                 |
| Лучший мини-сериал или телефильм                                          | • «Во имя любви или страны: История жизни Артуро Сандоваля»                                        |                                                                                 |
| Лучший мини-сериал или телефильм                                          | • «Нюрнберг»                                                                                       |                                                                                 |
| Лучший мини-сериал или телефильм                                          | • «На последнем берегу»                                                                            |                                                                                 |
| Лучшая мужская роль (мини-сериал или телефильм)                           | | • Брайан Деннехи — «Смерть коммивояжёра» за роль Уилли Ломана                   |
| Лучшая мужская роль (мини-сериал или телефильм)                           | • Алек Болдуин — «Нюрнберг» за роль Роберта Джексона                                               |                                                                                 |
| Лучшая мужская роль (мини-сериал или телефильм)                           | • Брайан Кокс — «Нюрнберг» за роль Германа Геринга                                                 |                                                                                 |
| Лучшая мужская роль (мини-сериал или телефильм)                           | • Джеймс Вудс — «Грязные снимки» за роль Денниса Барри                                             |                                                                                 |
| Лучшая мужская роль (мини-сериал или телефильм)                           | • Энди Гарсиа — «Во имя любви или страны: История жизни Артуро Сандоваля» за роль Артуро Сандоваля |                                                                                 |
| Лучшая женская роль (мини-сериал или телефильм)                           | | • Джуди Денч — «Последняя из блондинок-красоток» за роль Элизабет               |
| Лучшая женская роль (мини-сериал или телефильм)                           | • Элфри Вудард — «Праздник сердца» за роль Ванды                                                   |                                                                                 |
| Лучшая женская роль (мини-сериал или телефильм)                           | • Холли Хантер — «Война округа Харлан» за роль Руби Кинкейд                                        |                                                                                 |
| Лучшая женская роль (мини-сериал или телефильм)                           | • Кристин Лахти — «Американская дочь» за роль Лиссы Дент Хьюз                                      |                                                                                 |
| Лучшая женская роль (мини-сериал или телефильм)                           | • Фрэнсис О`Коннор — «Госпожа Бовари» за роль Эммы Бовари                                          |                                                                                 |
| Лучшая женская роль (мини-сериал или телефильм)                           | • Рэйчел Уорд — «На последнем берегу» за роль Мойры Дэвидсон                                       |                                                                                 |
| Лучшая мужская роль второго плана (телесериал, мини-сериал или телефильм) | | • Роберт Дауни (младший) — «Элли Макбил» за роль Лэрри Пола                     |
| Лучшая мужская роль второго плана (телесериал, мини-сериал или телефильм) | • Шон Хейс — «Уилл и Грейс» за роль Джека Макфэрлэнда                                              |                                                                                 |
| Лучшая мужская роль второго плана (телесериал, мини-сериал или телефильм) | • Дэвид Хайд Пирс — «Фрейзер» за роль Нильса Крэйна                                                |                                                                                 |
| Лучшая мужская роль второго плана (телесериал, мини-сериал или телефильм) | • Джон Махони — «Фрейзер» за роль Мартина Крэйна                                                   |                                                                                 |
| Лучшая мужская роль второго плана (телесериал, мини-сериал или телефильм) | • Кристофер Пламмер — «Американская трагедия» за роль Ф. Ли Бэйли                                  |                                                                                 |
| Лучшая мужская роль второго плана (телесериал, мини-сериал или телефильм) | • Брэдли Уитфорд — «Западное крыло» за роль Джоша Лаймана                                          |                                                                                 |
| Лучшая женская роль второго плана (телесериал, мини-сериал или телефильм) | | • Ванесса Редгрейв — «Если бы стены могли говорить 2» за роль Эдит Три          |
| Лучшая женская роль второго плана (телесериал, мини-сериал или телефильм) | • Меган Маллалли — «Уилл и Грейс» за роль Карен Уокер                                              |                                                                                 |
| Лучшая женская роль второго плана (телесериал, мини-сериал или телефильм) | • Эллисон Дженни — «Западное крыло» за роль Си Джей Крегг                                          |                                                                                 |
| Лучшая женская роль второго плана (телесериал, мини-сериал или телефильм) | • Фэй Данауэй — «Кандидат и его женщины» за роль Мег Гейбл                                         |                                                                                 |
| Лучшая женская роль второго плана (телесериал, мини-сериал или телефильм) | • Ким Кэттролл — «Секс в большом городе» за роль Саманты Джонс                                     |                                                                                 |
| Лучшая женская роль второго плана (телесериал, мини-сериал или телефильм) | • Синтия Никсон — «Секс в большом городе» за роль Миранды Хоббс                                    |                                                                                 |

## Премия Сесиля Б. Де Милля
| Награда за вклад в кинематограф | Фотография | Имя          |
| ------------------------------- | ---------- | ------------ |
| Премия Сесиля Б. Де Милля       |            | • Аль Пачино |

## Мисс/Мистер «Золотой глобус»
| Символическая награда        | Изображение | Имя                                     |
| ---------------------------- | ----------- | --------------------------------------- |
| Мисс/Мистер «Золотой глобус» |             | • Кэт Флинн — дочь актрисы Джейн Сеймур |